# Аллёз
Аллёз (фр. Alleuze, окс. Aleusa) — коммуна во Франции, находится в регионе Овернь. Департамент — Канталь. Входит в состав кантона Сен-Флур-Сюд. Округ коммуны — Сен-Флур.
Код INSEE коммуны — 15002.
Коммуна расположена приблизительно в 440 км к югу от Парижа, в 95 км южнее Клермон-Феррана, в 55 км к востоку от Орийака.

## Население
Население коммуны на 2008 год составляло 206 человек.
| 1962 | 1968 | 1975 | 1982 | 1990 | 1999 | 2008 |
| ---- | ---- | ---- | ---- | ---- | ---- | ---- |
| 230  | 281  | 259  | 240  | 219  | 193  | 206  |

## Экономика
В 2007 году среди 131 человек в трудоспособном возрасте (15—64 лет) 104 были экономически активными, 27 — неактивными (показатель активности — 79,4 %, в 1999 году было 65,4 %). Из 104 активных работали 101 человек (58 мужчин и 43 женщины), безработными были 3 женщины. Среди 27 неактивных 9 человек были учениками или студентами, 12 — пенсионерами, 6 были неактивными по другим причинам.

## Достопримечательности
- Церковь Сент-Иллид (XII век). Памятник истории с 1927 года[3]
- Руины замка Аллёз[англ.] (XIV—XV века). Памятник истории с 1927 года[4]

## Фотогалерея

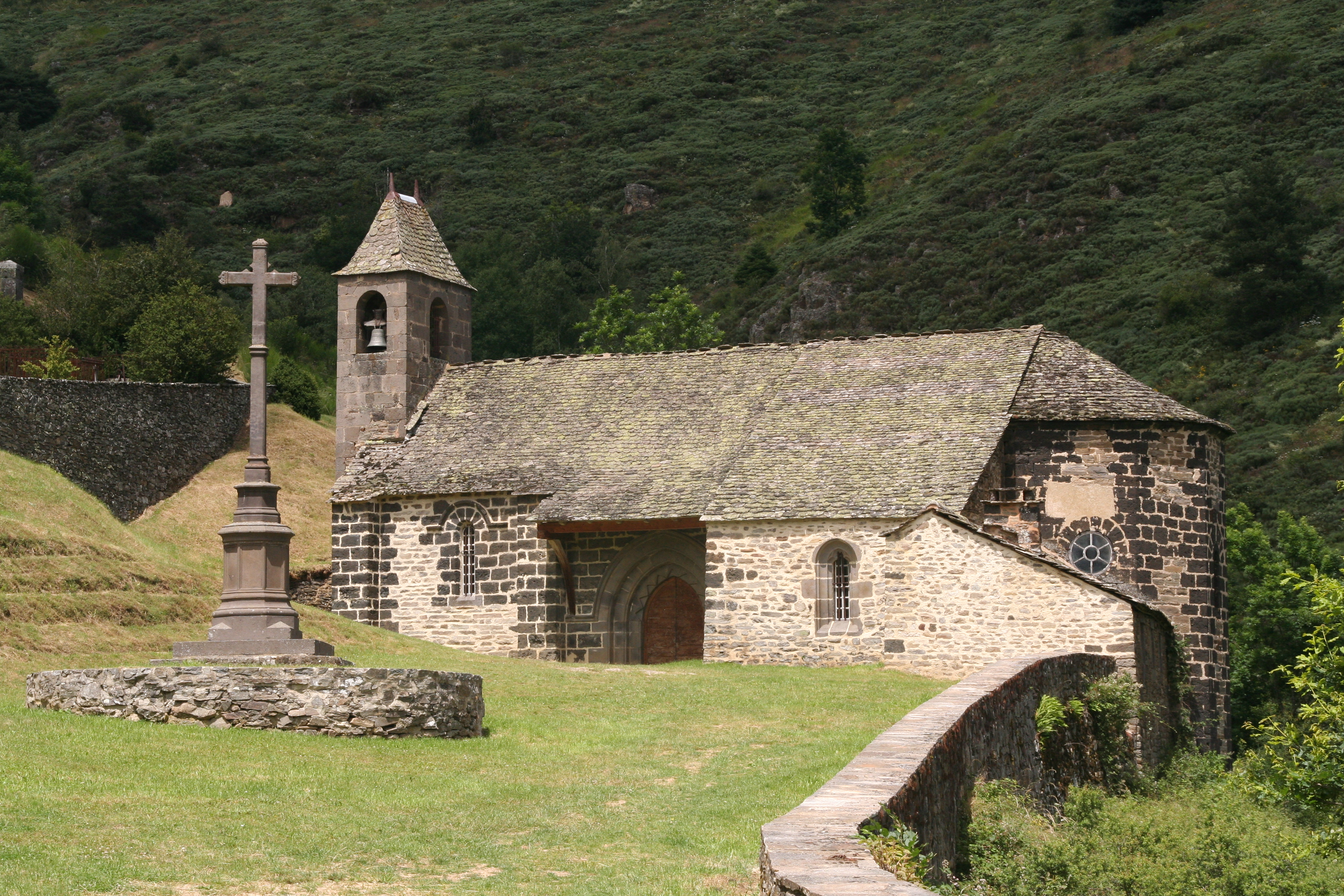
Церковь Сент-Иллид
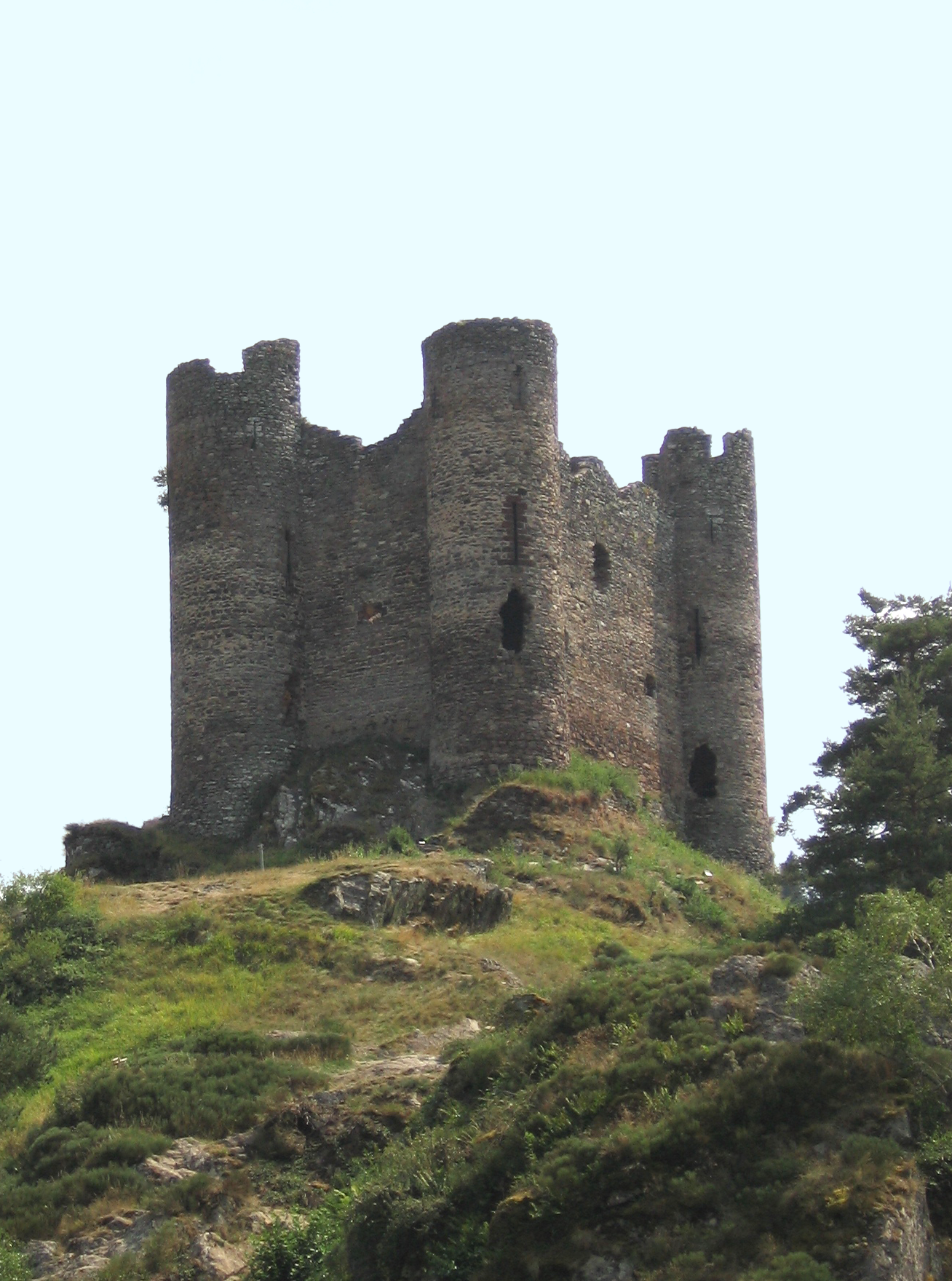
Замок Аллёз
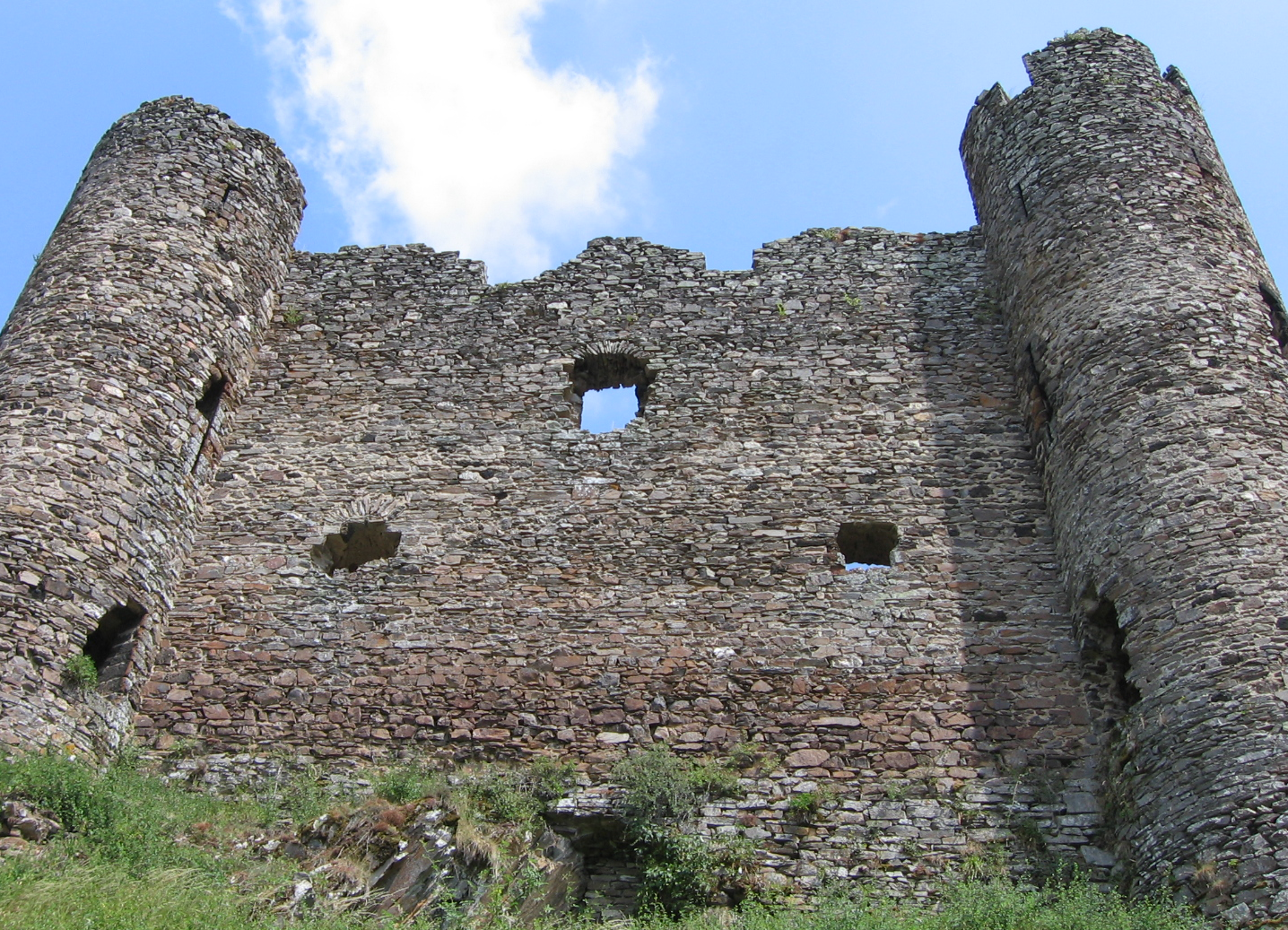
Замок Аллёз
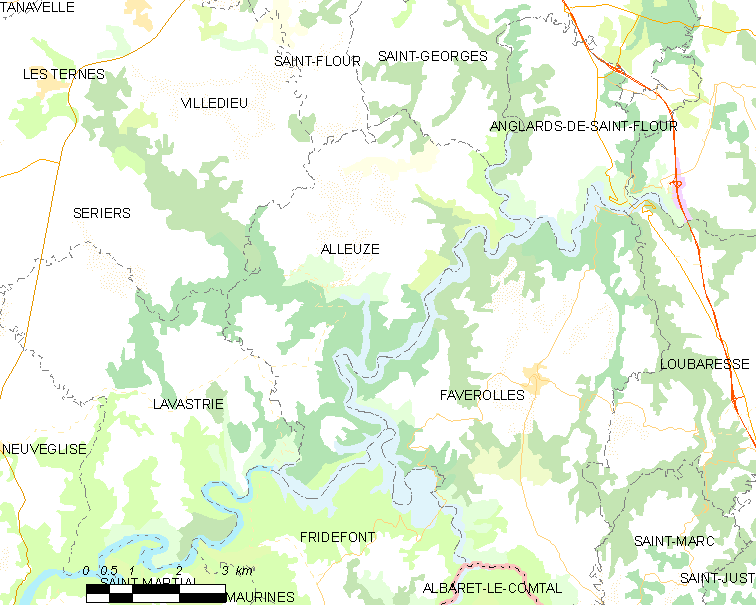
Карта коммуны